# Ратуша (Каменец-Подольский)
Ра́туша в Каменце-Подольском — бывшее здание городского магистрата, архитектурный памятник стилей ренессанса и барокко XIV — XIX веков.

## История
Находится в центре старого города. Каменное здание сооружено в 30-40-е годы XIV века. Постройка ратуши явилась следствием  предоставления городу Магдебургского права сначала князьями Кориатовичами, а потом и польской короной.  
В 1754 году было перестроено. К ней примыкает прямоугольная часовая башня, где в 1756 году были установлены два колокола, а в 1884 году — механические часы, работающие по нынешнее время. Под ратушей находятся подземелья, связанные с Доминиканским и Францисканским костёлами. В здании с 40-х годов XVI века по 1870 год находилось городское самоуправление Каменца-Подольского — магистрат.
На данный момент в Ратуше находится кафе и музей.

## Архитектура
Ратуша состоит из двух частей — двухэтажного сооружения и шестиярусной часовой башни. Первоначально они стояли отдельно — на расстоянии 3 метра друг от друга. После пожара 1616 объединены в ансамбль. В середине XVIII века ансамбль ратуши был перестроен по проекту архитектора Яна де Витте. После реконструкции над дверным проемом с балкона вмурована мемориальная плита с латинской инскрипцией: «Реставрация ратуши подольской проведена на средства воеводства. Каменец. Года Божия 1754». Над надписью изображен герб Подолья — солнце. Единственный фронтон украшает фасад дома. Углы башни украшены рустовкой. На уровне пятого яруса находится балкон, по периметру опоясывающий башню. Балкон опирается на фигурные кронштейны и украшен балюстрадой. На краеугольных частях шестого, самого высокого, яруса размещаются пилястры. Там же расположены часовой циферблат (действующие часы) и маленькие балкончики с четырех сторон. Завершается башня карнизом, над которым возвышается купол.